# Цереквиця (Куявсько-Поморське воєводство)
Цереквиця (пол. Cerekwica, нім. Seydlitz) — село в Польщі, у гміні Жнін Жнінського повіту Куявсько-Поморського воєводства.
Населення — 885 осіб (2011).
У 1975-1998 роках село належало до Бидгощського воєводства.

## Демографія
Демографічна структура станом на 31 березня 2011 року:
|          | Загалом | Допрацездатний вік | Працездатний вік | Постпрацездатний вік |
| -------- | ------- | ------------------ | ---------------- | -------------------- |
| Чоловіки | 460     | 88                 | 337              | 35                   |
| Жінки    | 425     | 76                 | 273              | 76                   |
| Разом    | 885     | 164                | 610              | 111                  |